# Сомарива Перно
Сомарива Перно (итал. Sommariva Perno) је насеље у Италији у округу Кунео, региону Пијемонт.
Према процени из 2011. у насељу је живело 2626 становника. Насеље се налази на надморској висини од 372 м.

## Становништво
Према резултатима пописа становништва 2011. у општини је живело 2.828 становника.
| 1931. | 1936. | 1951. | 1961. | 1971. | 1981. | 1991. | 2001. | 2011. |
| ----- | ----- | ----- | ----- | ----- | ----- | ----- | ----- | ----- |
| 2.884 | 2.749 | 2.416 | 2.205 | 2.232 | 2.249 | 2.279 | 2.626 | 2.828 |